# جورج دی‌کارلو
جورج دی‌کارلو (به انگلیسی: George DiCarlo) (زادهٔ ۱۳ ژوئیهٔ ۱۹۶۳) شناگر اهل ایالات متحده آمریکا است.